# Tony La Russa’s Ultimate Baseball
A Tony La Russa’s Ultimate Baseball baseball-videójáték, a Tony La Russa Baseball sorozat első tagja, melyet a Beyond Software fejlesztett és a Strategic Simulations jelentetett meg. A játék 1991-ben jelent meg DOS és Commodore 64 platformokra.

## Fogadtatás
A Tony La Russa’s Ultimate Baseballból 85 684 példányt adtak el, ezzel a Strategic Simulations legsikeresebb nem-Dungeons & Dragons-játéka lett. A Computer Gaming World 1991-ben dicsérte a játék VGA grafikáját és összegzésként megjegyezte, hogy a játék „rendkívüli mennyiségű tartalmat pakolt egy dobozba”. Ugyanazon szerkesztő 1992-ben közzétett elemzésében kevésbé kedvező véleménnyel volt a játék kiegészítőlemezeiről. Dicsérte az 1990-es Major League Baseball-szezon újjáalkotásának pontosságát, azonban negatívumként emelte ki a hiányos csapatkereteket. Megjegyezte, hogy „még mindig nem sikerült elérni a benne rejlő potenciált… Meglehet, hogy a TLRUB ezekkel a lemezekkel kicsit közelebb került a »végső« státuszhoz, azonban még nem ért fel odáig.” A magazin ennek ellenére az 1992-es év sportjátékának választotta a Tony La Russa’s Ultimate Baseballt.

## Fordítás
- Ez a szócikk részben vagy egészben  a   Tony La Russa's Ultimate Baseball című angol Wikipédia-szócikk ezen változatának fordításán alapul.  Az eredeti cikk szerkesztőit annak laptörténete sorolja fel. Ez a jelzés csupán a megfogalmazás eredetét és a szerzői jogokat jelzi, nem szolgál a cikkben szereplő információk forrásmegjelöléseként.